# Ollie Watkins
Oliver « Ollie » Watkins, né le 30 décembre 1995 à Newton Abbot (Angleterre), est un footballeur international anglais qui évolue au poste d'attaquant à Aston Villa.

## Biographie

### En club
Formé à Exeter City, il fait ses débuts en faveur des « Grecians » le 3 mai 2014, lors d'un match de quatrième division contre Hartlepool United. 
Il marque 26 buts en 78 matchs avec Exeter avant de rejoindre, le 17 juillet 2017, le Brentford FC, club évoluant en deuxième division.
Ollie Watkins participe à chacune des quarante-six rencontres de championnat au cours de la saison 2019-2020, qui voit Brentford échouer en finale des barrages d'accession à la Premier League. Ses vingt-cinq buts inscrits au cours de cette saison lui permettent de terminer second meilleur buteur de
deuxième division, à une unité du Serbe Aleksandar Mitrović. Il est par ailleurs nommé meilleur joueur de cette seconde division anglaise et figure dans l'équipe-type de la saison.
Le 9 septembre 2020, Watkins s'engage pour cinq ans avec Aston Villa. Le 15 septembre suivant, il joue son premier match sous ses nouvelles couleurs en étant titularisé contre Burton Albion. Il inscrit par la même occasion son premier but avec Aston Villa, qui remporte le match 1-3.
Le 4 octobre 2020, Ollie Watkins inscrit ses trois premiers buts en Premier League à l'occasion de la réception de Liverpool (victoire 7-2). Il inscrit quatorze buts en trente-sept matchs de championnat lors de sa première saison sous le maillot d'Aston Villa.

### En sélection
Le 25 mars 2021, il honore sa première sélection avec l'équipe d'Angleterre en entrant en cours de jeu contre Saint-Marin. Il inscrit par la même occasion son premier but avec les Three Lions, qui s'imposent 5-0.
En juin 2024, il fait partie de la liste des vingt-six joueurs convoqués par Gareth Southgate pour disputer l'Euro 2024. Le 10 juillet, il entre à la 81e minute de jeu de la demi-finale face aux Pays-Bas et inscrit le but de la victoire à la 90e minute, ce qui envoie l'Angleterre en finale de l'Euro. Il s'agit par ailleurs de son premier but dans une compétition officielle avec la sélection anglaise, qui s'incline finalement en finale contre l'Espagne. 

## Statistiques

### En club
| Saison                | Club                         | Championnat           | Championnat | Championnat | Championnat | Coupe nationale | Coupe nationale | Coupe nationale | Coupe de la Ligue | Coupe de la Ligue | Coupe de la Ligue | Compétition(s) continentale(s) | Compétition(s) continentale(s) | Compétition(s) continentale(s) | Compétition(s) continentale(s) | Play-offs | Play-offs | Play-offs | Total | Total | Total |
| Saison                | Club                         | Division              | M.          | B.          | P.d.        | M.              | B.              | P.d.            | M.                | B.                | P.d.              | Comp.                          | M.                             | B.                             | P.d.                           | M.        | B.        | P.d.      | M.    | B.    | P.d.  |
| 2013-2014             | Exeter City                  | League Two            | 1           | 0           | 0           | -               | -               | -               | -                 | -                 | -                 | -                              | -                              | -                              | -                              | -         | -         | -         | 1     | 0     | 0     |
| 2014-2015             | Exeter City                  | League Two            | 2           | 0           | 0           | 1               | 1               | 0               | -                 | -                 | -                 | -                              | -                              | -                              | -                              | -         | -         | -         | 3     | 1     | 0     |
| 2015-2016             | Exeter City                  | League Two            | 20          | 8           | 0           | 2               | 1               | 0               | -                 | -                 | -                 | -                              | -                              | -                              | -                              | -         | -         | -         | 22    | 9     | 0     |
| 2016-2017             | Exeter City                  | League Two            | 45          | 13          | 0           | 2               | 1               | 0               | 2                 | 0                 | 0                 | -                              | -                              | -                              | -                              | 3         | 2         | 0         | 52    | 16    | 0     |
| Sous-total            | Sous-total                   | Sous-total            | 68          | 21          | 0           | 5               | 3               | 0               | 2                 | 0                 | 0                 | -                              | -                              | -                              | -                              | 3         | 2         | 0         | 78    | 26    | 0     |
| 2014-2015             | Weston-super-Mare AFC (prêt) | Conference South      | 24          | 10          | 0           | 1               | 0               | 0               | -                 | -                 | -                 | -                              | -                              | -                              | -                              | -         | -         | -         | 25    | 10    | 0     |
| 2017-2018             | Brentford FC                 | Championship          | 45          | 10          | 4           | 1               | 0               | 0               | 2                 | 1                 | 0                 | -                              | -                              | -                              | -                              | -         | -         | -         | 48    | 11    | 4     |
| 2018-2019             | Brentford FC                 | Championship          | 41          | 10          | 6           | 3               | 2               | 0               | 1                 | 0                 | 0                 | -                              | -                              | -                              | -                              | -         | -         | -         | 45    | 12    | 6     |
| 2019-2020             | Brentford FC                 | Championship          | 46          | 25          | 3           | -               | -               | -               | 1                 | 0                 | 1                 | -                              | -                              | -                              | -                              | 3         | 1         | 0         | 50    | 26    | 4     |
| Sous-total            | Sous-total                   | Sous-total            | 132         | 45          | 13          | 4               | 2               | 0               | 4                 | 1                 | 1                 | -                              | -                              | -                              | -                              | 3         | 1         | 0         | 143   | 49    | 14    |
| 2020-2021             | Aston Villa                  | Premier League        | 37          | 14          | 5           | -               | -               | -               | 3                 | 2                 | 0                 | -                              | -                              | -                              | -                              | -         | -         | -         | 40    | 16    | 5     |
| 2021-2022             | Aston Villa                  | Premier League        | 35          | 11          | 2           | 1               | 0               | 0               | -                 | -                 | -                 | -                              | -                              | -                              | -                              | -         | -         | -         | 36    | 11    | 2     |
| 2022-2023             | Aston Villa                  | Premier League        | 37          | 15          | 6           | 1               | 0               | 0               | 2                 | 1                 | 0                 | -                              | -                              | -                              | -                              | -         | -         | -         | 40    | 16    | 6     |
| 2023-2024             | Aston Villa                  | Premier League        | 37          | 19          | 13          | 3               | 0               | 0               | 1                 | 0                 | 0                 | C4                             | 12                             | 8                              | 0                              | -         | -         | -         | 53    | 27    | 13    |
| 2024-2025             | Aston Villa                  | Premier League        | 38          | 16          | 8           | 3               | 0               | 2               | -                 | -                 | -                 | C1                             | 12                             | 1                              | 4                              | -         | -         | -         | 53    | 17    | 14    |
| 2025-2026             | Aston Villa                  | Premier League        | 1           | 0           | 0           | -               | -               | -               | -                 | -                 | -                 | C3                             | -                              | -                              | -                              | -         | -         | -         | 1     | 0     | 0     |
| Sous-total            | Sous-total                   | Sous-total            | 185         | 75          | 34          | 8               | 0               | 2               | 6                 | 3                 | 0                 | -                              | 24                             | 9                              | 4                              | -         | -         | -         | 223   | 87    | 40    |
| Total sur la carrière | Total sur la carrière        | Total sur la carrière | 399         | 151         | 47          | 18              | 5               | 2               | 12                | 4                 | 1                 | -                              | 24                             | 9                              | 4                              | 6         | 3         | 0         | 459   | 172   | 54    |

### En sélections nationales
| Saison                | Sélection             | Phases finales        | Phases finales | Phases finales | Phases finales | Éliminatoires | Éliminatoires | Éliminatoires | Ligue des nations | Ligue des nations | Ligue des nations | Matchs amicaux | Matchs amicaux | Matchs amicaux | Total | Total | Total |
| Saison                | Sélection             | Compétition           | M              | B              | Pd             | M             | B             | Pd            | M                 | B                 | Pd                | M              | B              | Pd             | M     | B     | Pd    |
| --------------------- | --------------------- | --------------------- | -------------- | -------------- | -------------- | ------------- | ------------- | ------------- | ----------------- | ----------------- | ----------------- | -------------- | -------------- | -------------- | ----- | ----- | ----- |
| 2020-2021             | Angleterre            | -                     | -              | -              | -              | 1             | 1             | 0             | -                 | -                 | -                 | 2              | 0              | 0              | 3     | 1     | 0     |
| 2021-2022             | Angleterre            | -                     | -              | -              | -              | 2             | 0             | 0             | -                 | -                 | -                 | 2              | 1              | 0              | 4     | 1     | 0     |
| 2023-2024             | Angleterre            | Euro 2024             | 3              | 1              | 0              | 1             | 0             | 0             | -                 | -                 | -                 | 4              | 1              | 0              | 8     | 2     | 0     |
| 2024-2025             | Angleterre            | -                     | -              | -              | -              | -             | -             | -             | 3                 | 1                 | 2                 | -              | -              | -              | 3     | 1     | 2     |
| Total sur la carrière | Total sur la carrière | Total sur la carrière | 3              | 1              | 0              | 4             | 1             | 0             | 3                 | 1                 | 2                 | 8              | 2              | 0              | 18    | 5     | 2     |

## Palmarès

### En sélection nationale
- Angleterre
  - Finaliste du Championnat d'Europe en 2024.

### Distinctions personnelles
- Membre de l'équipe-type de deuxième division anglaise en 2020.
- Nommé meilleur joueur de deuxième division anglaise en 2020.
- Meilleur passeur du Championnat d'Angleterre en 2024 (13 passes décisives).